# William B. Anderson

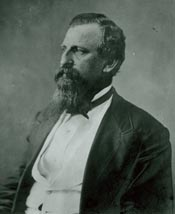
William B. Anderson

William Black Anderson (* 2. April 1830 in Mount Vernon, Illinois; † 28. August 1901 in Chicago, Illinois) war ein US-amerikanischer Politiker. Zwischen 1875 und 1877 vertrat er den Bundesstaat Illinois im US-Repräsentantenhaus.

## Werdegang
William Anderson besuchte die öffentlichen Schulen seiner Heimat und danach bis 1850 das McKendree College in Lebanon. Im Jahr 1851 wurde er Leiter der Landvermessung im Jefferson County. Er studierte Jura, ohne nachher jemals als Jurist zu arbeiten. Stattdessen wurde er in der Landwirtschaft tätig. In den Jahren 1856 und 1858 saß er als Abgeordneter im Repräsentantenhaus von Illinois. Während des Bürgerkrieges diente Anderson im Heer der Union. Bis 1865 erreichte er den Rang eines Brevet-Brigadegenerals der Freiwilligen. Im Jahr 1869 war Anderson Mitglied des Verfassungskonvents von Illinois; 1871 wurde er in den Staatssenat gewählt.
Bei den Kongresswahlen des Jahres 1874 wurde Anderson als unabhängiger Kandidat im 19. Wahlbezirk von Illinois in das US-Repräsentantenhaus in Washington, D.C. gewählt, wo er am 4. März 1875 die Nachfolge von Samuel S. Marshall antrat. Da er im Jahr 1876 auf eine weitere Kandidatur verzichtete, konnte er bis zum 3. März 1877 nur eine Legislaturperiode im Kongress absolvieren. Zwischen 1885 und 1889 arbeitete Anderson für die Steuerbehörde im südlichen Teil des Staates Illinois und von 1893 bis 1898 für die Bundesrentenbehörde in Chicago. In dieser Stadt ist er am 28. August 1901 auch verstorben.